# Лінія Їречека

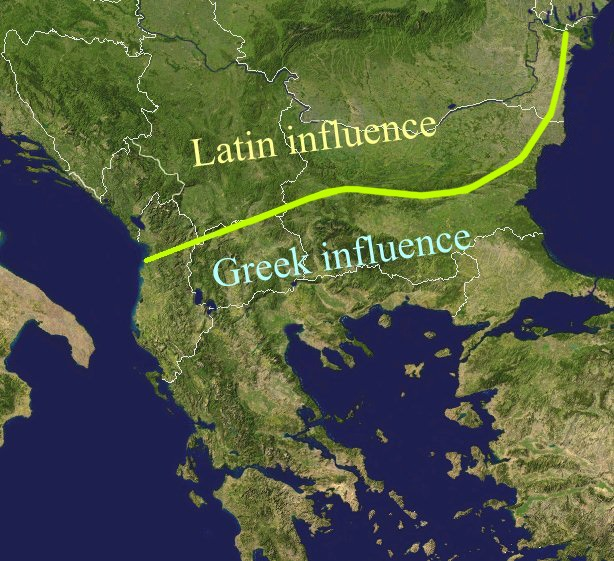
Лінія Їречека, накладена на сучасну карту Європи

Лінія Їречека — лінгвістичний рубіж, який перетинає Балкани. На північ від нього в епоху пізньої Римської імперії панувала балканська латина, а на південь — давньогрецька мова. Цю лінію запропонував чеський історик Їречек у праці «Історія сербів» (1911). Їречек проводив її від міста Лачі в Албанії до Софії, а звідти — вздовж Балканських гір до Варни в Малій Скіфії. На обґрунтування своєї позиції він наводив археологічні дані: північніше від цієї лінії знаходять написи переважно латиною, а південніше — грецькою. Питання про те, наскільки лінія Іречека відповідає дійсному стану справ, важливе для дискусії про етногенез румунів.